# Silene flammulifolia
Silene flammulifolia är en nejlikväxtart som beskrevs av Ernst Gottlieb von Steudel och Achille Richard. Silene flammulifolia ingår i släktet glimmar, och familjen nejlikväxter. Inga underarter finns listade i Catalogue of Life.